# Karol Dobiaš
Karol Dobiaš (Nyitrabánya, 1947. december 18. –) Európa-bajnok csehszlovák válogatott szlovák labdarúgó, hátvéd, középpályás, edző.

## Pályafutása

### Klubcsapatban
Szülővárosa csapatában, a Baník Handlovában kezdte a labdarúgást. 1965-ben Spartak Trnava együtteséhez igazolt, ahol 12 éven át szerepelt az első osztályban és öt bajnoki címet szerzett a csapattal. A nagyszombati klubbal három csehszlovák kupa győzelmet is elért. 1977 és 1980 között a Bohemians Praha együttesében szerepelt. Ezt követően külföldre szerződhetett. 1980 és 1983 között a belga Lokeren, majd 1984-ben a Racing Gand játékosa volt. 1984-ben vonult vissza az aktív labdarúgástól.

### A válogatottban
1967 és 1980 között 67 alkalommal szerepelt a csehszlovák válogatottban és hat gólt szerzett. Tagja volt az 1970-es mexikói világbajnokságon részt vevő csapatnak. Az 1976-os jugoszláviai Európa-bajnokságon arany-, az 1980-as olaszországi Európa-bajnokságon bronzérmet nyert a válogatottal. Ez utóbbi tornán nem szerepelt mérkőzésen a csapatban.

### Edzőként
1984 és 1988 között a Bohemians Praha ifjúsága csapatának edzője volt, majd 1988-ban a Hradec Králové vezetőedzője volt. 1990 és 1993 között a Zbrojovka Brno, 1993-94-ben a Sparta Praha szakmai munkáját irányította. 1995-ben a Sparta Krč csapatánál tevékenykedett. 2003-04-ben a Bohemians vezetőedzője volt.

## Sikerei, díjai
- Az év labdarúgója: 1970, 1971[2]

 Csehszlovákia
- Európa-bajnokság
  - Európa-bajnok: 1976, Jugoszlávia
  - bronzérmes: 1980, Olaszország

 FC Spartak Trnava
- Csehszlovák bajnokság
  - bajnok: 1967–68, 1968–69, 1970–71, 1971–72, 1972–73
- Csehszlovák kupa
  - győztes: 1967, 1971, 1975